# Санта-Фе-ду-Арагуая

Санта-Фе-ду-Арагуая на карте штата.

Санта-Фе-ду-Арагуая (порт. Santa Fé do Araguaia) — муниципалитет в Бразилии, входит в штат Токантинс. Составная часть мезорегиона Западный Токантинс. Входит в экономико-статистический микрорегион Арагуаина. Население составляет  6 599 человек на 2010 год. Занимает площадь 1 678,091 км². Плотность населения — 3,93 чел./км².

## Демография
Согласно сведениям, собранным в ходе переписи 2010 г. Национальным институтом географии и статистики (IBGE), население муниципалитета составляет:
| Полное население                               | Полное население                               | Полное население                               | Полное население                               | 6 599 |
| ---------------------------------------------- | ---------------------------------------------- | ---------------------------------------------- | ---------------------------------------------- | ----- |
| в том числе:                                   | Городское население                            | 4 374                                          | Процент городского населения, %                | 66,28 |
|                                                | Сельское население                             | 2 225                                          | Процент сельского населения, %                 | 33,72 |
|                                                | Мужское население                              | 3 417                                          | Процент мужского населения, %                  | 51,78 |
|                                                | Женское население                              | 3 182                                          | Процент женского населения, %                  | 48,22 |
| Плотность населения, чел/км²                   | Плотность населения, чел/км²                   | Плотность населения, чел/км²                   | Плотность населения, чел/км²                   | 3,93  |
| Население муниципалитета в % к населению штата | Население муниципалитета в % к населению штата | Население муниципалитета в % к населению штата | Население муниципалитета в % к населению штата | 0,48  |

По данным оценки 2016 года население муниципалитета составляет 7 232 жителя.

## Статистика
- Валовой внутренний продукт на 2003 составляет 15.597.990,00 реалов (данные: Бразильский институт географии и статистики).
- Валовой внутренний продукт на душу населения на 2003 составляет 2.476,26 реалов (данные: Бразильский институт географии и статистики).
- Индекс развития человеческого потенциала на 2000 составляет 0,657 (данные: Программа развития ООН).

## Важнейшие населенные пункты
| № | Населённый пункт    | Населённый пункт (порт.) | Категория         | Население чел. (2010) | На карте                       |
| - | ------------------- | ------------------------ | ----------------- | --------------------- | ------------------------------ |
| 1 | Санта-Фе-ду-Арагуая | Santa Fé do Araguaia     | город             | 4 374                 | 7°09′15″ ю. ш. 48°41′32″ з. д. |
| 2 | Кокалинью           | Cocalinho                | поселок           | 405                   | 7°05′56″ ю. ш. 48°42′20″ з. д. |
| 3 | Понтан              | Pontão                   | поселок           | 186                   | 6°52′05″ ю. ш. 49°05′58″ з. д. |
| 4 | Алдея-Шамбиоа       | Aldeia Xambioa           | индейская деревня | 145                   | 7°07′30″ ю. ш. 49°10′47″ з. д. |
| 5 | Алдея-Курере        | Aldeia Kurerre           | индейская деревня | 111                   | 7°09′03″ ю. ш. 49°10′59″ з. д. |